# Psylla derricola
Psylla derricola är en insektsart som beskrevs av Miyatake 1972. Psylla derricola ingår i släktet Psylla och familjen rundbladloppor. Inga underarter finns listade i Catalogue of Life.